# Conestoga (hippomobile)
Pour les articles homonymes, voir Conestoga.
Ne doit pas être confondu avec Connemara.

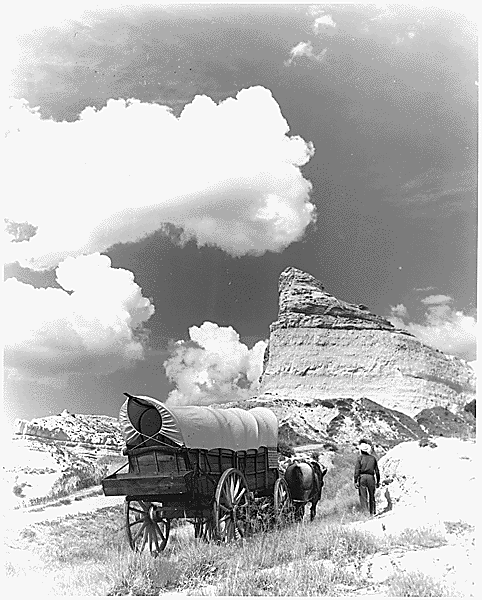
Un chariot Conestoga au Nebraska (reconstitution, 1961).

Le Conestoga est un modèle de chariot hippomobile, à quatre grandes roues et recouvert d'une bâche, apparu en Pennsylvanie vers 1750 et utilisé pour le transport de passagers et de marchandises au milieu du XIXe siècle aux États-Unis et au Canada. Le nom vient de la vallée de Conestoga, près de Lancaster.
C'est l'ancêtre du schooner, plus léger, qui fut utilisé lors de la conquête de l'Ouest américain, et on lui attribue l'inversion de sens de circulation des véhicules qui à l'époque n'était pas réglementé mais se faisait communément à gauche. 
Une des caractéristiques du Conestoga est qu'il ne comporte pas de siège pour le cocher. Pour manier son fouet de la main droite et diriger son attelage, le cocher montait sur le cheval de gauche de la dernière paire de chevaux. Ces chariots se mirent alors naturellement à rouler à droite pour pouvoir surveiller au mieux le croisement sur des routes étroites.